# Andrés Vasconcellos
Andrés Vasconcellos Mathieu (* 23. Februar 1974) ist ein ehemaliger ecuadorianischer Schwimmer.
Bei den Olympischen Spielen 1996 in Atlanta wurde er mit der Staffel über 4 × 200 m Freistil Sechzehnter. Über 200 m Schmetterling errang er den 39. Platz.